# Giulia Rizzi
Giulia Rizzi (Udine, 20 de junho de 1989) é uma esgrimista italiana, campeã olímpica.

## Carreira
Rizzi mudou-se para França em 2017 para ingressar no Paris Université Club antes de partir para a academia de Benoît Janvier em Saint-Gratien. Ela conquistou a medalha de prata no Grande Prêmio FIE Doha Épée em fevereiro de 2024, derrotada na final por Vivian Kong.
Nos Jogos Olímpicos de Verão de 2024, em Paris, conquistou a medalha de ouro na disputa de espada por equipes ao lado de Mara Navarria, Alberta Santuccio e Rossella Fiamingo.